# Fonologia della lingua greca antica
La fonologia del greco antico è la ricostruzione fonologica della pronuncia del greco antico. Questo articolo è orientato principalmente sulla pronuncia standard del dialetto attico del V sec. a.C., usato da Platone e altri scrittori della Grecia classica, mostrando talvolta le caratteristiche di altri dialetti contemporanei o più antichi. La pronuncia del greco antico non è nota per conoscenza diretta, ma desunta indirettamente. Alcuni dettagli sia della pronuncia dell'attico che di altri dialetti sono sconosciuti, ma è generalmente riconosciuto che l'attico avesse certe caratteristiche non presenti nel greco moderno e spesso neanche in italiano, come la tripla distinzione fra consonanti sonore, sorde e aspirate (come in /b p pʰ/, ritrovabile nell'inglese "bot, spot, pot"), la pertinenza delle consonanti singole e doppie e della quantità vocalica nella maggior parte delle posizioni in una parola e un accento che comportava la variazione dell'altezza melodica (accento musicale).
La koinè, la varietà di greco diffusa dopo le conquiste di Alessandro Magno nel IV sec. a.C., è talvolta compresa nel greco antico, ma la sua pronuncia è descritta nella pagina relativa. Riguardo alle obiezioni sulla seguente ricostruzione, vedi oltre.

## Dialetti

Distribuzione dei dialetti greci in età classica, secondo Roger D. Woodard (2008)

Il greco antico era una lingua pluricentrica, formata da vari dialetti. Tutti i dialetti provenivano dal protogreco e condividevano alcune caratteristiche, ma c'erano anche marcate differenze nella pronuncia. Ad esempio, il dorico parlato a Creta aveva il digrafo θθ, che probabilmente rappresentava un suono inesistente in attico. La forma primitiva dello ionico, nella quale furono composte l'Iliade e l'Odissea (il dialetto omerico), e l'eolico di Saffo probabilmente avevano il suono /w/ ad inizio di parola, talvolta rappresentato dal digamma ϝ, che si perse nell'attico standard.
La natura policentrica del greco è diversa da quella del latino, che è composto essenzialmente da un'unica varietà dai testi in latino arcaico fino al latino classico. Il latino sviluppò dialetti soltanto dopo la sua espansione attraverso l'Europa durante l'Impero; questi dialetti del latino volgare divennero poi le lingue romanze.
I principali gruppi dialettali del greco antico erano l'arcado-cipriota, l'eolico, il dorico, lo ionico e l'attico. Essi possono essere divisi in due gruppi: greco orientale (arcado-cipriota, eolico, ionico e attico) e greco occidentale (dorico, dialetti nord-occidentali e acheo).
Tutti i dialetti principali sono stati usati nella letteratura, tranne l'arcado-cipriota. I dialetti letterari del greco antico non rappresentano necessariamente la madrelingua dell'autore che li usa. Un dialetto primariamente ionico-eolico, ad esempio, è utilizzato nella poesia epica, mentre l'eolico puro è impiegato nella poesia lirica. Sia l'attico che lo ionico sono utilizzati nella prosa, e l'attico è impiegato come lingua principale nelle tragedie ateniesi, insieme alle forme doriche delle sezioni corali.

### Greco orientale antico
La maggior parte dei dialetti orientali hanno palatalizzato o assibilato /t/ in [s] prima di /i/. Il greco occidentale, incluso il dorico, non ha sviluppato in certi casi queste innovazioni e, per influenza del dorico, nemmeno l'eolico in Tessaglia e in Beozia.
- attico τίθησι, dorico τίθητι ('egli pone')

attico εἰσί, dorico ἐντί ('essi sono')
attico εἴκοσι, dorico ϝῑκατι ('20')
L'arcado-cipriota fu uno dei primi dialetti a delinearsi. Il miceneo, la forma di greco parlata prima del Medioevo ellenico, sembra essere stato una forma arcaica di arcado-cipriota. Le tavolette di argilla micenee scritte in lineare B sono state ritrovate su una vasta area, da Tebe nella Grecia centrale a Micene e Pilo nel Peloponneso, fino a Cnosso a Creta. Comunque, durante il periodo greco antico, fu parlato solo in Arcadia, cioè la zona interna del Peloponneso, e a Cipro. I dialetti di queste due zone rimasero notevolmente simili nonostante la distanza geografica.
L'eolico è strettamente imparentato con l'arcado-cipriota. Inizialmente era parlato nella Grecia occidentale a nord del Peloponneso: in Tessaglia, nella Locride, nella Focide, nell'Etolia meridionale e in Beozia, una regione vicino ad Atene. L'eolico fu portato nell'Eolide, sulla costa anatolica, e nella vicina isola di Lesbo. In epoca greca antica i soli dialetti eolici che rimasero in Grecia furono il tessalico e il beotico. Questi dialetti eolici di Grecia adottarono alcune caratteristiche del dorico, dal momento che si trovavano a contatto con zone dorofone, mentre nell'Eolide e a Lesbo il dialetto si mantenne più puro.
Il beotico sviluppò cambiamenti vocalici simili a quelli della più tarda koinè, convertendo /ai̯/ in [ɛː], /eː/ in [iː] e /oi̯/ in [yː]. Di queste innovazioni sono state ritrovate testimonianze epigrafiche (vedi fonologia della lingua beotica). Inoltre, l'eolico mantenne /w/.
Il dialetto omerico, il greco letterario arcaico utilizzato nei poemi epici, l'Iliade e l'Odissea, è basato su forme arcaiche di ionico e di eolico con l'aggiunta di tratti dell'arcado-cipriota. Nella sua forma originale è molto probabile che avesse la semiconsonante /w/, come spesso la metrica suggerisce. Questo suono è a volte scritto Ϝ nelle iscrizioni, ma non nel testo omerico influenzato dall'attico.

### Greco occidentale
Il dialetto dorico, il membro più importante del ramo occidentale, ebbe origine nell'ovest della Grecia. Per mezzo dell'invasione dorica, il dorico spinse i nativi arcado-cipriota ed eolico a spostarsi in aree centrali della Grecia, nel Peloponneso e a Creta, e influenzò profondamente l'eolico in Tessaglia e in Beozia.
I dialetti dorici sono classificati in base alla vocale che hanno sviluppato come risultato dell'allungamento di compenso e della contrazione: quelli che hanno η ω sono detti conservativi o antichi, mentre quelli che hanno ει ου, come l'attico, sono detti innovativi o recenti. Il laconico e il cretese, parlati in Laconia, la regione di Sparta, e a Creta, sono due dialetti dorici conservativi.

### Attico e ionico
L'attico e lo ionico condividono uno spostamento vocalico non presente in nessun altro dialetto. Entrambi hanno innalzato la /aː/ lunga protogreca in [ɛː] (vedi oltre). In seguito, l'attico abbassò [ɛː] di nuovo in [aː] quando era immediatamente seguito da /e i r/, differenziandosi dallo ionico. Tutti gli altri dialetti greci orientali e occidentali mantengono la /aː/ originaria.
Lo ionico era parlato intorno al mar Egeo, inclusa la Ionia, regione dell'Anatolia a sud dell'Eolide, da cui prese il nome. Lo ionico ha meno tendenza alla contrazione rispetto all'attico (vedi oltre).
L'attico è il dialetto standard insegnato nei moderni corsi introduttivi al greco, ed è anche quello che possiede la maggior parte della letteratura scritta. Era parlato ad Atene e nell'Attica, la regione che la circondava. L'attico antico, che fu usato dallo storico Tucidide e dai tragediografi, sostituiva le forme attiche native /tt rr/ con /ss rs/ degli altri dialetti. Gli scrittori successivi, come Platone, impiegano le forme attiche originarie.

### Greco tardo
La koinè, la forma di greco parlata durante l'Ellenismo, era ampiamente basata sull'attico, con alcune influenze da altri dialetti. Subì molti cambiamenti nel vocalismo, oltre allo sviluppo delle consonanti aspirate in fricative e la confluenza di molte vocali e dittonghi nel suono [i] (iotacismo). Nel periodo bizantino si sviluppò nel greco bizantino, che in seguito divenne il greco moderno o demotico.
Il dialetto zaconico, una moderna forma di greco mutualmente intelligibile con il demotico, è il discendente della varietà laconica del dorico e rappresenta l'unico superstite moderno di una forma di greco diversa dall'attico.

## Consonanti
L'attico aveva circa 15 fonemi consonantici: nove occlusive, due fricative e quattro o sei sonanti. Il greco moderno ha grosso modo lo stesso numero di consonanti. La differenza è che il greco moderno ha fricative sorde e sonore che derivano da antiche occlusive aspirate e sonore.
Nella tavola seguente i fonemi dell'attico standard non portano segni aggiuntivi, mentre gli allofoni sono tra parentesi. I suoni segnati con l'asterisco sono presenti in dialetti o in forme più antiche di greco, ma potrebbero non essere fonemi dell'attico standard.
|               |          | Labiali | Coronali | Palatali | Velari | Glottidali |
| ------------- | -------- | ------- | -------- | -------- | ------ | ---------- |
| Occlusive     | aspirate | pʰ      | tʰ       |          | kʰ     |            |
| Occlusive     | sorde    | p       | t        |          | k      |            |
| Occlusive     | sonore   | b       | d        |          | ɡ      |            |
| Nasali        | Nasali   | m       | n        |          | (ŋ)    |            |
| Fricative     | sorde    |         | s        |          |        | h          |
| Fricative     | sonore   |         | (z)      |          |        |            |
| Vibranti      | sorde    |         | (r̥)      |          |        |            |
| Vibranti      | sonore   |         | r        |          |        |            |
| Approssimanti | sorde    |         | l̥*       |          | ʍ*     |            |
| Approssimanti | sonore   |         | l        | j*       | w*     |            |

### Occlusive
| consonanti labiali |
| consonanti dentali |
| consonanti velari  |

Il greco antico aveva nove consonanti. I grammatici le classificavano in tre gruppi, distinte in base al tempo di attacco della sonorità: sorde aspirate, sorde non aspirate e sonore. Le consonanti aspirate sono scritte /pʰ tʰ kʰ/. Le sorde sono scritte /p˭ t˭ k˭/, con ˭ che rappresenta la mancanza di aspirazione o sonorità, o /p t k/. Le consonanti sonore sono scritte /b d ɡ/. Per i termini greci antichi per questi raggruppamenti, vedi oltre; vedi anche la sezione sulla spirantizzazione.
L'italiano distingue due tipi di consonanti: sorde e sonore. In più, l'inglese ha tre modalità di pronuncia (allofoni): moderatamente aspirate ad inizio di parola prima di vocale, non aspirate dopo /s/ e non aspirate, senza rilascio, glottalizzate o debuccalizzate in fine di parola. Le consonanti sonore inglesi sono spesso solo parzialmente sonorizzate. La pronuncia delle consonanti inglesi è quindi simile a quella delle consonanti del greco antico.
- t sorda aspirata in tie [tʰaɪ̯]
- t sorda in sty [st˭aɪ̯]
- t sorda, senza rilascio, glottalizzata o debuccalizzata in light [laɪ̯t˭, laɪ̯t̚, laɪ̯ˀt, laɪ̯ʔ]
- d parzialmente sonorizzata in die [daɪ̯] o [d̥aɪ̯]

### Fricative
L'attico aveva solo due fonemi fricativi: la sibilante alveolare sorda /s/ e la fricativa glottidale /h/.
/h/ è spesso chiamato aspirazione (vedi oltre). L'attico di solito lo mantenne, ma alcuni dialetti non attici lo persero in epoca classica (vedi oltre). Lo si trovava principalmente ad inizio di parola, perché era generalmente omesso fra vocali, tranne in due rare parole. Inoltre, quando un tema che iniziava con /h/ era il secondo elemento di una parola composta, /h/ talvolta rimaneva, probabilmente a seconda della capacità del parlante di riconoscere la parola composta come tale. Questo può essere osservato nelle iscrizioni in attico antico, dove /h/ veniva scritto utilizzando la forma della lettera eta (vedi oltre), che è il modello dell'H latina.
- Forme grafiche in attico antico

ευhορκον /eú̯.hor.kon/, standard εὔορκον /eú̯.or.kon/ ('fedele a un giuramento')
παρhεδροι /pár.he.droi̯/, standard πάρεδροi̯ /pá.re.droi̯/ ('che siedono accanto, assessori')
προσhεκετο /pros.hɛː.ké.tɔː/, standard προσηκέτω /pro.sɛː.ké.tɔː/ ('che sia presente')
- εὐαἵ /eu̯.haí̯/ ('evviva!')
- ταὧς /ta.hɔ́ɔ̯s/ ('pavone')

/s/ era una sibilante coronale sorda. Veniva trascritta con il simbolo per /s/ in copto e nelle lingue indoarie, come in Dianisiyasa per Διονυσίου ('di Dionisio') su una moneta indiana. Ciò indica che in greco era una fricativa alveolare piuttosto che postalveolare, come nell'italiano sano contrapposta alla sc di scena. Veniva pronunciata sonora [z] prima delle consonanti sonore.
Secondo Sidney Allen, la zeta ζ in attico rappresentava il doppio consonantico /sd/, foneticamente [zd]. Per i fini metrici era considerata una consonante doppia, e di conseguenza formava una sillaba lunga. Nel greco arcaico, quando la lettera fu adattata dalla zayin fenicia, il suono era probabilmente quello dell'affricata /d͡z/. Nella koinè ζ rappresentava /z/. È molto probabile che questa evoluzione venga da [d͡z] piuttosto che dall'attico /sd/.
- Ζεύς ('Zeus') — arcaico /d͡zeú̯s/, attico /sdeú̯s/ [zdeǔ̯s], tarda koinè /zefs/

/p k/ dei doppi consonantici /ps ks/ erano in qualche modo aspirati, ad esempio [pʰs] e [kʰs], ma in questo caso l'aspirazione del primo elemento non era fonologicamente contrastiva: nessuna parola distingue fra /ps *pʰs *bs/, ad esempio (vedi oltre).

### Nasali
Il greco antico aveva due nasali: la bilabiale /m/, scritta μ, e l'alveolare /n/, scritta ν. A seconda del contesto fonetico, il fonema /n/ era pronunciato [m n ŋ]; vedi oltre. A volte, il fonema /n/ appare in vera geminazione senza assimilazione in luogo di articolazione, ad esempio nella parola ἐννέα. La geminazione artificiale per fini metrici è anch'essa attestata, come nella forma ἔννεπε nel primo verso dell'Odissea.

### Liquide
Il greco antico aveva le liquide /l/ e /r/, scritte rispettivamente λ e ρ.
La lettera lambda λ probabilmente rappresentava la /l/ laterale ("chiara") come in greco moderno e nella maggior parte delle lingue europee, piuttosto che la /ɫ/ velarizzata ("scura") come in inglese in chiusura di sillaba.
La lettera rho ρ era pronunciata come una vibrante alveolare [r], come in italiano e in greco moderno, diversamente dalle varietà standard dell'inglese e del francese. Ad inizio di parola era pronunciata sorda [r̥]. In certi casi la ρ iniziale in poesia era pronunciata geminata (fonemicamente /rr/, foneticamente [r̥ː]), come mostra il fatto che la sillaba precedente è conteggiata come lunga: ad esempio τίνι ῥυθμῷ deve essere pronunciato τίνι ρρυθμῷ in Euripide, Elettra 772, τὰ ῥήματα come τὰ ρρήματα nelle Rane 1059 di Aristofane e βέλεα ῥέον come βέλεα ρρέον nell'Iliade 12.159.

### Semiconsonanti
Le semiconsonanti /j w/ non erano presenti in attico ad inizio di parola. Tuttavia, i dittonghi che finivano in /i u/ erano solitamente pronunciati con una doppia semiconsonante [jj ww] o [jː wː] prima di una vocale. Allen suggerisce che questi fossero semplicemente allofoni semiconsonantici delle vocali, sebbene talvolta derivino da semiconsonanti precedenti.
L'approssimante labiovelare /w/ ad inizio di sillaba sopravvisse in alcuni dialetti non attici come l'arcadico e l'eolico; un'approssimante labiovelare sorda /ʍ/ probabilmente esisteva in panfilio e in beotico. /w/ è talvolta scritto con la lettera digamma ϝ e in seguito con b e oy; /ʍ/ era invece scritto con digamma e heta ϝh:
- panfilio ϝhe /ʍe/, scritto ἕ in Omero (pronome riflessivo)
- boeotico ϝhekaδamoe /ʍe.ka.daː.moe̯/ per l'attico Ἑκαδήμῳ Academo

Elementi nel metro poetico omerico suggeriscono che /w ʍ/ doveva essere presente anche nel greco arcaico dell'Iliade e dell'Odissea, anche se non sarebbero stati pronunciati dai parlanti attici e non sono scritti nella forma del testo influenzata dall'attico. La presenza di queste consonanti spiegherebbe alcuni casi di assenza di elisione, altri in cui la metrica vorrebbe una sillaba lunga ma il testo riporta una sillaba breve (quantità per posizione), e alcuni casi in cui una vocale lunga prima di una breve non si abbrevia (abbreviamento in iato).
Nella seguente tavola è mostrato un esempio di scansione metrica con i simboli di breve ˘ per le sillabe brevi, e il macron ¯ per quelle lunghe e una barra | per suddividere i piedi metrici. Il suono /w/ è scritto con il digamma e /ʍ/ con digamma e spirito aspro, sebbene questa lettera non appaia mai nel testo nella forma in cui ci è giunto.
| verso             | Iliade 1.30     | Iliade 1.108    | Iliade 7.281            | Iliade 5.343 |
| ----------------- | --------------- | --------------- | ----------------------- | ------------ |
| scansione         | ˘˘\|¯¯          | ¯\|¯˘˘          | ¯\|¯˘˘\|¯¯              | ˘\|¯˘˘       |
| testo standard    | ἐνὶ οἴκῳ        | εἶπας ἔπος      | καὶ ἴδμεν ἅπαντες       | ἀπὸ ἕο       |
| pronuncia attica  | /e.ní.oí̯.kɔː/   | /ée̯.pa.sé.po.s/ | /kaí̯.íd.me.ná.pan.tes/  | /a.pó.hé.o/  |
| forma originale   | ἐνὶ ϝοίκῳ       | εἶπας ϝέπος     | καὶ ϝίδμεν ἅπαντες      | ἀπὸ ῾ϝϝέο    |
| pronuncia arcaica | /e.ní.woí̯.kɔːi̯/ | /ée̯.pas.wé.pos/ | /kaí̯.wíd.me.ná.pan.tes/ | /a.póʍ.ʍé.o/ |

### Consonanti doppie
Le consonanti singole e doppie (geminate) erano distinte in greco antico: ad esempio, /p kʰ s r/ contrastavano con /pː kʰː sː rː/ (scritti anche /pp kkʰ ss rr/). Nella poesia antica una vocale seguita da una consonante doppia vale come una sillaba lunga in metrica. Le consonanti doppie di solito si trovano fra vocali, non all'inizio o alla fine di una parola, eccettuato /r/, per il quale vedi sopra.
La geminazione è perduta nel greco moderno standard e tutte le consonanti un tempo geminate sono oggi pronunciate come singole. Il dialetto cipriota, il moderno dialetto dell'isola di Cipro, tuttavia, le ha mantenute.
Una ττ /tː/ geminata in attico corrisponde a σσ /sː/ in ionico e altri dialetti. Questo suono deriva da una palatalizzazione storica (vedi oltre).

## Vocali
Le vocali e i dittonghi del greco arcaico e classico variavano da dialetto a dialetto. Le tavole di seguito mostrano il vocalismo dell'attico classico accanto alle rispettive lettere dell'alfabeto ionico standard. Il precedente alfabeto attico mostrava alcune differenze. L'attico del V sec. a.C. aveva probabilmente 5 vocali brevi e 7 lunghe: /a e i y o/ e /aː eː ɛː iː yː uː ɔː/. La quantità vocalica era pertinente: alcune parole si distinguevano da altre grazie alla sola differenza di quantità vocalica. Inoltre, l'attico classico aveva molti dittonghi, tutti terminanti in /i/ o /u/, che saranno discussi più avanti.
Nell'ortografia standard del greco antico le vocali lunghe /eː ɛː uː ɔː/ (scritte ει η ου ω) sono distinte dalle brevi /e o/ (scritte ε ο), ma le coppie lunga-breve /a aː/, /i iː/, e /y yː/ sono tutte scritte con la stessa lettera, α, ι, υ. Questa è la ragione dei termini per le lettere vocaliche descritti più avanti. Nelle grammatiche, nei testi didattici o nei dizionari le lettere α, ι, υ sono talvolta scritte con il segno macron (ᾱ, ῑ, ῡ) per indicare che sono lunghe, oppure con il segno breve (ᾰ, ῐ, ῠ) per indicare che sono brevi.
Ai fini dell'accento, la quantità vocalica è misurata in more: le vocali lunghe e la maggior parte dei dittonghi valgono due more; le vocali brevi e i dittonghi /ai oi/ in certe terminazioni valgono una mora. Una vocale monomoraica può essere accentata con il tono alto, ma quelle bimoraiche possono essere accentate con un tono ascendente o discendente.

### Monottonghi
|                 | Anteriori   | Anteriori | Posteriori |
| Non arrotondate | Arrotondate |           | Posteriori |
| --------------- | ----------- | --------- | ---------- |
| Chiuse          | i ῐ         | y ῠ       | u υ        |
| Medie           | e̞ ε         |           | o̞ ο        |
| Aperte          | a ᾰ         | a ᾰ       | a ᾰ        |

|                 | Anteriori   | Anteriori | Posteriori |
| Non arrotondate | Arrotondate |           | Posteriori |
| --------------- | ----------- | --------- | ---------- |
| Chiuse          | iː ῑ        | yː ῡ/υι   | uː ου      |
| Semichiuse      | eː ει       |           | ɔː ω       |
| Semiaperte      | ɛː η        |           | ɔː ω       |
| Aperte          | aː ᾱ        | aː ᾱ      | aː ᾱ       |

#### Vocali chiuse e aperte
Le vocali aperte e chiuse brevi /i y a/ erano simili per qualità alle loro controparti lunghe /iː yː aː/.
L'arrotondata posteriore chiusa /u uː/ protogreca avanzò fino all'anteriore /y yː/ molto presto in attico e in ionico, intorno al VII-VI sec. a.C. (vedi oltre). /u/ rimase solo nei dittonghi; in beotico non si modificò e quando i beoti adottarono l'alfabeto ionico dagli attici scrissero la loro /u uː/ non avanzata con il dittongo oy.

#### Vocali medie
La situazione delle vocali medie è più complessa. Nel primo periodo classico c'erano due vocali medie brevi /e o/, ma quattro vocali medie lunghe: le semichiuse /eː oː/ e le semiaperte /ɛː ɔː/. Siccome in attico le medie brevi diventavano semichiuse lunghe /eː oː/ invece che semiaperte lunghe /ɛː ɔː/ nell'allungamento di compenso, Edgar Howard Sturtevant suggerisce che le medie brevi fossero semichiuse, ma Allen afferma che ciò non è necessariamente vero.
Verso la metà del IV sec. a.C. la posteriore semichiusa /oː/ si spostò verso /uː/, in parte perché /u uː/ si erano spostate verso /y yː/. Allo stesso modo, l'anteriore semichiusa /eː/ divenne /iː/. Questi cambiamenti innescarono uno spostamento delle vocali semiaperte /ɛː ɔː/ verso le medie o semichiuse /eː oː/, e questa è la pronuncia che avevano all'inizio della koinè.
In latino, d'altra parte, tutte le vocali brevi eccetto /a/ erano molto più aperte delle corrispondenti lunghe. Questo significa che le lunghe /eː oː/ fossero qualitativamente simili alle brevi /i u/ e per questa ragione le lettere i e e v o venivano frequentemente scambiate nelle iscrizioni romane. Ciò spiega anche il vocalismo di certe parole nel Nuovo Testamento greco come λεγεών ('legione'; < lat. legio) o λέντιον ('tela, fazzoletto'; < lat. linteum), dove la ⟨i⟩ latina era percepita come simile alle ⟨ε⟩ greca.
In attico le semiaperte /ɛː ɔː/ e le semichiuse /eː oː/ hanno ciascuna tre origini principali. In alcuni casi le vocali semiaperte /ɛː ɔː/ derivavano delle *ē ō protogreche. In altri casi sono il risultato della contrazione. Infine, /ɛː/, in certi casi, solo in attico e in ionico, deriva da una precedente /aː/ attraverso lo spostamento vocalico ionico-attico.
In pochi casi le vocali semichiuse lunghe /eː oː/ derivano dalla monottongazione dei dittonghi discendenti preclassici /ei ou/. Per la maggior parte derivano invece dall'allungamento di compenso delle vocali brevi /e o/ o da contrazione.
In eolico e in dorico la /aː/ protogreca non passò a /ɛː/. In alcuni dialetti del dorico, come il laconico e il cretese, la contrazione e l'allungamento di compenso portarono alle vocali semiaperte /ɛː ɔː/ e in altri casi alle semichiuse /eː oː/. Talvolta i dialetti dorici che mostrano le vocali semiaperte sono detti conservativi, mentre quelli che hanno le vocali semichiuse invece innovativi.

### Dittonghi
L'attico aveva vari dittonghi, tutti discendenti con /i u/ come secondo elemento semiconsonantico e potevano avere un primo elemento lungo o breve. I dittonghi con il primo elemento breve sono talvolta detti "dittonghi propri", mentre quelli con il primo elemento lungo invece "dittonghi impropri". A prescindere dalla quantità del primo elemento tutti i dittonghi contano sempre come due more ai fini dell'accento, come le vocali lunghe, eccetto /ai oi/ in certi casi. Complessivamente l'attico e la koinè mostrano una tendenza alla monottongazione.
I dittonghi più comuni erano /ai̯ au̯ eu̯ oi̯/ e /ɛːi̯ aːi̯ ɔːi̯/. I dittonghi lunghi /ɛːu̯ aːu̯ ɔːu̯/ erano rari. I dittonghi /ei̯ ou̯ yi̯/ diventarono /eː uː yː/ nel primo periodo classico nella maggior parte dei casi, ma /ei̯ yi̯/ si mantennero davanti a vocale.
Nelle seguenti tavole i dittonghi che si erano monottongati nella maggior parte dei casi sono preceduti da un asterisco, mentre i dittonghi più rari sono tra parentesi.
| Tipo       | Anteriori        | Posteriori       |
| ---------- | ---------------- | ---------------- |
| Chiusi     | */yi̯/ υι         |                  |
| Brevi medi | */ei̯/ ει /eu̯/ ευ | /oi̯/ οι */ou̯/ ου |
| Aperti     | /ai̯/ αι /au̯/ ᾰυ  | /ai̯/ αι /au̯/ ᾰυ  |

| Tipo              | Anteriori          | Posteriori         |
| ----------------- | ------------------ | ------------------ |
| Lunghi semiaperti | /ɛːi̯/ ῃ (/ɛːu̯/ ηυ) | /ɔːi̯/ ῳ (/ɔːu̯/ ωυ) |
| Aperti            | /aːi̯/ ᾳ (/aːu̯/ ᾱυ) | /aːi̯/ ᾳ (/aːu̯/ ᾱυ) |

Il secondo elemento /i u/ di un dittongo era spesso pronunciato come una doppia semiconsonante [jj ww] o [jː wː] davanti a vocale mentre in altri casi poteva cadere:
- Ἀθηναῖοι /a.tʰɛɛ̯.nái̯.oi̯/ ('ateniesi'): [a.tʰɛː.naĵ.joi]
- ποιῶ /poi.ɔ́ɔ/ ('faccio'): sia [poj.jɔ̂ː] che [po.jɔ̂ː]
- dorico στοιᾱ́ /stoi̯.aá̯/ ('stoà'): [sto.jǎː]

attico στοᾱ́ /sto.aá̯/: [sto.ǎː]
- κελεύω /ke.leú̯.ɔː/ ('io comando'): [ke.lew̌.wɔː]
- σημεῖον /sɛɛ.méi̯.on/ ('segno'): [sɛː.meĵ.jon]

Il dittongo /oi̯/ si fuse con la vocale lunga anteriore chiusa arrotondata /yː/ nella koinè. È probabile che inizialmente fosse diventato [øi̯]. Il passaggio a [øi̯] sarebbe dovuto ad assimilazione: la vocale posteriore [o] si è anteriorizzata in [ø] a causa del contatto con la vocale anteriore [i]. Questa potrebbe essere stata la pronuncia nell'attico classico. In seguito deve essere diventato [øː], parallelamente alla monottongazione di /ei̯ ou̯/, e poi [yː], ma, quando le parole greche con il dittongo οι furono prese in prestito dal latino, il digrafo greco fu rappresentato dal digrafo latino oe, che rappresentava il dittongo /oe̯/.
Tucidide riporta la confusione tra due parole (Guerra del Peloponneso 2:54), la quale ha senso solo se nel caso in cui il dittongo /oi̯/ fosse pronunciato [øi]:
- λοιμός /loi̯.mós/ ('pestilenza, peste'): forse [løi̯.mós]

λῑμός /lii̯.mós/ ('carestia'): [liː.mós]
Nei dittonghi /au̯ eu̯ ɛːu̯/ il secondo elemento /u/ divenne una consonante nella koinè, fino a diventare /av ev iv/ nel greco moderno. I dittonghi lunghi /aːi̯ ɛːi̯ ɔːi̯/ persero la semiconsonante e si fusero con le vocali lunghe /aː ɛː ɔː/ durante la koinè.

## Ortografia
Varie forme dell'alfabeto greco erano utilizzate per i dialetti regionali durante le epoche arcaica e classica. Il dialetto attico, comunque, usò due forme. La prima era l'alfabeto attico, mentre il secondo era l'alfabeto ionico, introdotto ad Atene verso la fine del V sec. a.C. durante l'arcontato di Euclide. Quest'ultimo è l'alfabeto che si trova comunemente nelle moderne edizioni dei testi greci, ed è quello utilizzato dall'attico classico, dalla koinè e dal greco bizantino fino all'alfabeto usato ancora oggi per il greco moderno.

### Ortografia delle consonanti
Molte delle consonanti doppie si scrivevano con due lettere: ππ σσ ρρ rappresentano /pː sː rː/ o /pp ss rr/. Le versioni geminate delle aspirate /pʰː tʰː kʰː/ sono scritte con i digrafi πφ τθ κχ e la /ɡː/ geminata è scritta κγ, dato che γγ rappresenta [ŋɡ] nell'ortografia standard del greco antico.
- ἔκγονος (ἐκ-γονος) /éɡ.ɡo.nos/ ('discendenza'), talvolta εγγονοσ nelle iscrizioni

ἐγγενής /eŋ.ɡe.nɛɛ̯́s/ ('nativo') (ἐν-γενής)
/s/ si scriveva con sigma Σ σ ς. I nessi /ps ks/ erano scritti φσ χσ nel precedente alfabeto attico, ma ψ ξ nel dialetto ionico standard.
La /r/ desonorizzata è solitamente scritta con lo spirito aspro ῥ- e trascritta rh in latino. La stessa ortografia si ritrova talvolta anche quando /r/ è geminata, come in συρρέω, talvolta scritto συῤῥέω, dando luogo alla trascrizione rrh.

### Ortografia delle vocali
Le vocali anteriori chiuse arrotondate /y/ e /yː/ (un'evoluzione di /u/ e /uː/ rispettivamente) sono entrambe rappresentate nella scrittura dalla lettera ypsilon (υ), senza distinzione di lunghezza.
Nell'attico classico le grafie ει e ου rappresentavano rispettivamente le vocali /eː/ e /uː/ (il secondo è un'evoluzione di /oː/), da originari dittonghi, allungamento di compenso o contrazione.
Le informazioni precedenti sull'uso delle lettere vocaliche riflette l'ortografia dell'attico classico, dopo l'adozione nel 403 a.C. ad Atene delle convenzioni dell'alfabeto ionico. Nella precedente ortografia attica tradizionale c'era solo un ristretto numero di vocali a disposizione: α, ε, ι, ο e υ. Le lettere η e ω ancora mancavano. Tutti i cinque simboli a questo stadio potevano indicare sia una vocale breve sia una lunga. Inoltre, le lettere ε e ο possono rispettivamente indicare le vocali lunghe semiaperte /ɛː, ɔː/, le lunghe semichiuse /eː, oː/ e i fonemi brevi medi /e, o/. L'alfabeto ionico portò le lettere η e ω per una serie di vocali lunghe e la convenzione dei digrafi ει e ου per l'altra, lasciando le semplici ε e ο per le vocali brevi. Comunque, le rimanenti lettere α, ι e υ mantennero l'ambiguità della quantità.

### Ortografia di /h/
Nell'antico alfabeto attico /h/ era scritto con eta h. Nell'alfabeto ionico dell'Asia Minore /h/ si perse molto presto e la lettera h nell'alfabeto ionico rappresentava /ɛː/. Nel 403 a.C., quando l'alfabeto ionico fu adottato ad Atene, il suono /h/ non era più rappresentato nella scrittura.
In alcune iscrizioni /h/ era rappresentata da un simbolo formato dalla metà sinistra della lettera originale: Ͱ. I grammatici posteriori, durante la koinè, svilupparono ulteriormente questo simbolo in un diacritico, lo spirito aspro (δασὺ πνεῦμα; in latino spiritus asper; abbreviato in δασεῖα), che veniva scritto sopra la vocale iniziale. In modo simile venne introdotta la forma speculare del diacritico per lo spirito dolce (ψιλὸν πνεῦμα; in latino spiritus lenis; abbreviato in ψιλή), che indicava l'assenza di /h/. Questi segni non furono usati estensivamente fino all'Impero bizantino.

## Fonotassi
Le parole hanno una sillaba per ogni vocale (breve o lunga) o dittongo. Inoltre, se possibile le sillabe iniziano e talvolta terminano con una consonante. Le consonanti all'inizio della sillaba sono dette attacco, la vocale nel mezzo è detta nucleo e la consonante terminale è detta coda.
Nella divisione in sillabe, ogni vocale o dittongo appartiene a una sillaba. Una consonante fra vocali andrà con la vocale successiva. Nelle seguenti trascrizioni un punto . separa le sillabe.
- λέγω ('dico'): /lé.ɡɔɔ̯/ (due sillabe)
- τοιαῦται ('di tale tipo') (femm. pl.): /toj.jâu̯.tai̯/ (tre sillabe)
- βουλεύσειε ('se solo volesse'): /buː.leú̯.sej.je/ (quattro sillabe)
- ἠελίοιο ('del sole') (dialetto omerico): /ɛɛ̯.e.lí.oj.jo/ (cinque sillabe)

Tutte le consonanti rimanenti sono aggiunte alla fine della sillaba. E quando una consonante doppia si trova fra due vocali viene divisa fra le sillabe: una metà va con la prima vocale, formando una coda, e l'altra con la seconda vocale, formando l'attacco. Gruppi di due o tre consonanti sono solitamente divisi fra le sillabe, con almeno una consonante unita alla vocale precedente e che forma la coda della sua sillaba, ma vedi oltre.
- ἄλλος ('altro'): /ál.los/
- ἔστιν ('c'è'): /és.tin/
- δόξα ('opinione'): /dók.sa/
- ἐχθρός ('nemico'): /ekʰ.tʰrós/

### Quantità sillabica
Le sillabe in greco antico erano lunghe o brevi. Questa distinzione è importante nella poesia greca, che era fondata su schemi di sillabe lunghe e brevi. La quantità sillabica è basata sia sulle consonanti che sulle vocali. L'accento greco antico, invece, si basa solo sulle vocali.
Una sillaba che termina in vocale breve o nei dittonghi αι e οι in certi nomi e uscite verbali era breve. Tutte le altre sillabe sono lunghe, ossia sillabe terminanti in vocale lunga o dittongo, in vocale breve e consonante, o in vocale lunga o dittongo e consonante.
- λέγω /lé.ɡɔɔ̯/: breve – lunga;
- τοιαῦται /toj.jáu̯.tai/: lunga – lunga – breve;
- βουλεύσειε /buː.leú̯.sej.je/: lunga – lunga – lunga – breve;
- ἠελίοιο /ɛɛ̯.e.lí.oj.jo/: lunga – breve – breve – lunga – breve.

I grammatici greci chiamavano le sillabe lunghe μακραί ('lunghe', singolare μακρά) e le dividevano in due categorie. Una sillaba con vocale lunga o dittongo era detta φύσει μακρά ('lunga per natura') e una sillaba che terminava in consonante θέσει μακρά ('lunga per posizione', cioè 'per convenzione'). Questi termini furono tradotti in latino come naturā longa e positiōne longa. I grammatici indiani, tuttavia, distinguevano la quantità vocalica e sillabica usando i termini pesante e leggera per le sillabe e i termini lunga e breve solo per le vocali. Seguendo questa distinzione, avremmo:
- ἥ (pron. rel., femm. sing.) /hɛɛ̯́/ è una sillaba pesante con vocale lunga, "lunga per natura";
- οἷ (pron. rel., masc. plur.) /hói̯/ è una sillaba pesante con un dittongo, "lunga per natura";
- ὅς (pron. rel., masc. sing.) /hós/ è una sillaba pesante che termina in consonante, "lunga per posizione".

La metrica indica quali sillabe di una parola siano considerate lunghe e conoscere la quantità sillabica ci consente di determinare come i gruppi consonantici siano divisi fra le sillabe. Le sillabe che precedono le consonanti doppie e la maggior parte delle sillabe che precedono gruppi consonantici sono considerate lunghe. Qui le lettere ζ, ξ and ψ sono considerate gruppi consonantici. Ciò indica che le consonanti doppie e la maggior parte dei gruppi consonantici erano divisi fra le sillabe, con almeno la prima consonante legata alla sillaba precedente.
- ἄλλος /ál.los/ ('altro'): lunga – lunga
- ὥστε /hɔɔ̯́s.te/ ('cosicché'): lunga – breve
- ἄξιος /ák.si.os/ ('degno, di valore'): lunga – breve – lunga
- προσβλέψαιμι /pros.blép.sai̯.mi/ ('che io possa vedere!'): lunga – lunga – lunga – breve
- χαριζομένη /kʰa.ris.do.mé.nɛɛ̯/ ('gioiosa', femm. sing.): breve – lunga – breve – breve – lunga

Nella poesia attica le sillabe che precedono gruppi consonantici formati da un'occlusiva e una liquida o nasale sono solitamente considerate brevi invece che lunghe. Questo procedimento si chiama correptio attica ('abbreviamento attico'), perché in questo caso una sillaba normalmente "lunga" diventa "breve".
- πατρός ('di padre'): omerico /pat.rós/ (lunga-lunga), attico /pa.trós/ (breve-lunga)

### Attacco
In attico l'attacco di una sillaba può essere costituito da ogni singola consonante o da un gruppo consonantico. Alcuni gruppi consonantici possono essere attacco sillabico, mentre altri no.
I gruppi ricorrenti sono sei. Rispettano tutti il tempo di attacco della sonorità e iniziano con una labiale o una velare e finiscono con una dentale. Di conseguenza, i gruppi /pʰtʰ kʰtʰ pt kt bd ɡd/ sono permessi. Alcuni gruppi consonantici non appaiono mai in attacco di sillaba: quelli che iniziano con una dentale e finiscono con una labiale o una velare e quelli che non rispettano il tempo di attacco della sonorità.
|            |         | Aspirate        | Aspirate      | Sorde                | Sorde      |
| ---------- | ------- | --------------- | ------------- | -------------------- | ---------- |
| Inizio con | Labiali | φθόγγος 'suono' | [pʰtʰóŋɡos] ⓘ | πτερόν 'ala'         | [pterón] ⓘ |
| Inizio con | Velari  | χθών 'terra'    | [kʰtʰɔ̌ːn] ⓘ   | κτῆμα 'possedimento' | [ktɛ̂ːma] ⓘ |

### Coda
In greco antico qualsiasi vocale può trovarsi in fine di parola, delle consonanti invece solo /n r s/. Se in protoindoeuropeo un'occlusiva si trovava in fine di parola in greco cadeva, come in ποίημα (da ποίηματ; cfr. il genitivo ποιήματος). Tuttavia altre consonanti possono trovarsi in fine di parola, quando la vocale finale viene elisa davanti a una parola che inizia per vocale, come ἐφ᾿ ἵππῳ (da ἐπὶ ἵππῳ).

## Accento
Il greco antico aveva un accento musicale, diverso dall'accento intensivo del greco moderno e dell'italiano. Una mora di una parola era accentata melodicamente. Una mora è un'unità di lunghezza vocalica; in greco antico le vocali brevi valgono una mora, mentre quelle lunghe e i dittonghi valgono due more. Di conseguenza, una vocale monomoraica potrà avere l'accento su quell'unica mora e una vocale bimoraica potrà avere l'accento su una qualsiasi delle due more. La posizione dell'accento era libera, con qualche limitazione. In una data parola poteva comparire in varie posizioni, a seconda della quantità delle vocali nella parola.
Negli esempi seguenti le vocali lunghe e i dittonghi sono rappresentati con due diversi simboli vocalici, uno per ogni mora. Ciò non significa che la vocale lunga possieda due vocali in due sillabe diverse. Le sillabe sono separate da un punto . ; ogni suono fra due punti appartiene alla stessa sillaba.
- η (vocale lunga bimoraica): trascrizione fonemica /ɛɛ̯/, trascrizione fonetica [ɛː] (una sillaba)
- εε (due vocali brevi monomoraiche): trascrizione fonemica /e.e/, trascrizione fonetica [e̞.e̞] (due sillabe)

La mora accentata porta l'accento acuto ´. Una vocale lunga con accento ascendente porta una pipa ˇ e una vocale lunga con accento discendente porta l'accento circonflesso ˆ.
La posizione dell'accento è fonemico e distintivo: certe parole si distinguono solo dalla posizione della mora accentata. La posizione dell'accento è anche distintiva sulle vocali lunghe e sui dittonghi: una qualsiasi delle due more può essere accentata. Foneticamente una vocale bimoraica ha un'intonazione ascendente o discendente, a seconda di quale mora sia accentata:
| Greco      | Greco      | τόμος    | τομός       | εἶμι         | εἴτε           | εἰμί      | ἦτε       | ἤτε      | οἶκοι    | οἴκοι     |
| Traduzione | Traduzione | 'fetta'  | 'tagliente' | 'vado/andrò' | 'sia... [sia]' | 'io sono' | 'eravate' | 'oppure' | 'case'   | 'in casa' |
| IPA        | Fonemi     | /tó.mos/ | /to.mós/    | /éi̯.mi/      | /eé̯.te/        | /eː.mí/   | /ɛ́ɛ̯.te/   | /ɛɛ̯́.te/  | /ói̯.koi̯/ | /oí̯.koi̯/  |
| IPA        | Foni       | /tó.mos/ | /to.mós/    | [êː.mi]      | [ěː.te]        | /eː.mí/   | [ɛ̂ː.te]   | [ɛ̌ː.te]  | [oî̯.koi̯] | [oǐ̯.koi̯]  |

I simboli degli accenti non esistevano fino al 200 a.C. circa. Sono stati usati per la prima volta ad Alessandria e sembra che li abbia inventati Aristofane di Bisanzio. Sono tre: l'accento acuto, l'accento circonflesso e l'accento grave ´ ˆ `. La forma dell'accento circonflesso deriva dall'unione degli altri due; nei testi moderni è anche diffuso l'accento circonflesso a forma di tilde ῀, ma la forma originaria è quella a punta derivata, come detto, dall'unione degli altri due.
L'accento acuto rappresenta il tono acuto o ascendente, l'accento circonflesso il tono discendente, ma non è del tutto chiaro il significato dell'accento grave. Inizialmente, l'accento grave veniva posto su ogni vocale che non avesse già un altro accento. In questo modo l'accento grave segnava tutte le sillabe non accentate, che avevano un tono più basso rispetto a quelle accentate.
- Θὲόδὼρὸς /tʰe.ó.dɔː.ros/

In seguito l'accento grave rimase solo come sostituzione dell'accento acuto sull'ultima sillaba di una parola che precede un'altra parola accentata; l'accento acuto si mantiene davanti a un'enclitica o in fine di frase. Questo uso fu standardizzato in epoca bizantina ed è tutt'oggi in uso nella redazione moderna dei testi greci antichi. In questa posizione potrebbe indicare un tono più basso rispetto a una sillaba con tono alto.
- ἔστι τι καλόν. /és.ti.ti.ka.lón/ ('c'è qualcosa di bello') (καλόν è in fine di frase)
καλόν ἐστι. /ka.ló.nes.ti/ ('è bello') (ἐστι è enclitico)
καλὸν καὶ ἀγαθόν /ka.lón.kai̯.a.ɡa.tʰón/ ('bello e buono')

## Cambiamenti fonetici
Il greco andò incontro a varie modifiche fonetiche. Alcune si verificarono fra il protoindoeuropeo e il protogreco, altre fra il miceneo e il periodo antico, che sono separati da circa 300 anni (il Medioevo ellenico), mentre altri ancora durante la koinè. Alcuni fenomeni riguardarono solo alcuni dialetti, mentre altri, come il beotico e il laconico, svilupparono innovazioni che altri dialetti avrebbero conosciuto solo più tardi, nella koinè. Questa sezione descrive principalmente i mutamenti verificatisi dal miceneo fino alle soglie della koinè.
Per l'evoluzione fonetica  della koinè vedi  e Fonologia della koinè ellenistica.

### Debuccalizzazione
Nel protogreco la sibilante protoindoeuropea *s divenne /h/ per debuccalizzazione in vari casi.
- protoind. *so, seh₂ > ὁ, ἡ /ho hɛː/ ('il, la') — cfr. sanscrito sá sā́

protoind. *septḿ̥ > ἑπτά /hep.tá/ ('sette') — cfr. latino septem, sanscrito sapta
Gruppi formati da *s e sonoranti (liquide o nasali) ad inizio di parola divennero sonoranti sorde in alcune forme di greco arcaico. La [r̥] desonorizzata rimase in attico ad inizio di parola e divenne un regolare allofono di /r/ in questa posizione; la /ʍ/ sorda si fuse con /h/; il resto delle sonanti desonorizzate si fuse con quelle sonore.
- protoind. *srew- > ῥέϝω > attico ῥέω /r̥é.ɔː/ ('scorrere') — cfr. sanscrito srávanti (3a plur.)

protoind. *sroweh₂ > Corfù phoϝaiσi /r̥owaisi/ (dat. pl.), attico ῥοή [r̥o.ɛ̌ː] ('corrente')
- protoind. *swe > panfilio ϝhe /ʍe/, attico ἕ /hé/ (pron. rifl.)
- protoind. *slagʷ- > Corfù λhαβων /l̥aboːn/, attico λαβών /la.bɔ̌ːn/ ('prendendo') (aor. part.)

La *s indoeuropea rimase in gruppi consonantici con occlusiva in fine di parola:
- protoind. *h₁esti > ἐστί /es.tí/ ('è') — cfr. sanscrito ásti, latino est

protoind. *seǵʰ-s- > ἕξω /hék.sɔː/ ('avrò')
protoind. *ǵenH₁os > γένος /ɡénos/ ('stirpe') — cfr. sanscrito jánas, latino genus
La semiconsonante protoindoeuropea *j, AFI /j/, talvolta si debuccalizzava e altre volte ancora si fortizionava ad inizio di parola. Lo sviluppo di questo fenomeno non è chiaro; è stato suggerito il coinvolgimento delle laringali. In altre posizioni si mantenne e spesso andò incontro a mutazioni:
- protoind. *jos, jeH₂ > ὅς, ἥ [hós hɛ̌ː] ('chi') (pron. rel.) — cfr. sanscrito yás, yā́
- protoind. *jugóm > inizialmente /dzu.ɡón/ > attico ζυγόν /zdy.ɡón/ ('giogo') — cfr. sanscrito yugá, latino iugum
- protoind. *mor-ja > protogreco *móřřā > μοῖρα /mói̯.ra/ ('parte') (cfr. μόρος)

Fra vocali la *s divenne /h/. La /h/ intervocalica era probabilmente presente in miceneo. Nella maggior parte dei casi si perse durante l'epoca greca antica. In qualche caso fu spostata ad inizio di parola. Più tardi la /h/ iniziale cadde per psilosi.
- protoind. *ǵénh₁es-os > protogreco *genehos > ionico γένεος /ɡé.ne.os/ > attico γένους ('di stirpe') /ɡé.nuːs/ (contrazione; gen. di γένος)
- miceneo pa-we-a₂, forse /pʰar.we.ha/, poi φάρεα /pʰǎː.re.a/ ('pezzi di stoffa')
- protoind. *(H₁)éwsoH₂ > protogreco *éu̯hō > εὕω /heǔ̯.ɔː/ ('arrostire')

Per adattamento morfologico la /s/ intervocalica si mantenne in certi nomi e verbi: ad esempio, la /s/ che caratterizza i temi del futuro e dell'aoristo.
- λύω, λύσω, ἔλυσα /ly̌ː.ɔː ly̌ː.sɔː é.lyː.sa/ ('sciolgo, scioglierò, sciolsi')

### Legge di Grassmann
Per effetto della legge di Grassmann una consonante aspirata perde l'aspirazione se seguita da un'altra consonante aspirata nella sillaba successiva; il fenomeno riguarda anche /h/ derivato dalla debuccalizzazione di *s; ad esempio:
- protoind. *dʰéh₁- > ἔθην /étʰɛːn/ ('io misi') (aor.)

*dʰí-dʰeh₁- > τίθημι /tí.tʰɛː.mi/ ('io metto') (pres.)
*dʰé-dʰeh₁- > τέθηκα /té.tʰɛː.ka/ ('ho messo') (perf.)
- *tʰrikʰ-s > θρίξ /tʰríks/ ('pelo') (nom. sg.)

*tʰrikʰ-es > τρίχες /trí.kʰes/ ('peli') (nom. pl.)
- protoind. *seǵʰ-s- > ἕξω /hé.ksɔː/ ('avrò') (fut.)

*seǵʰ- > ἔχω /é.kʰɔː/ ('ho') (pres.)

### Palatalizzazione
In certi casi il suono ττ /tː/ in attico corrisponde a σσ /sː/ in altri dialetti. Questi suoni si svilupparono dalla palatalizzazione di κ, χ e a volte di τ, θ e di γ davanti alla semiconsonante protogreca /j/. Questo suono era probabilmente pronunciato con l'affricata /t͡s/ o /t͡ʃ/ in un periodo molto antico della storia greca, ma le iscrizioni non riportano la grafia τσ, suggerendo che la pronuncia affricata non risalga all'epoca del greco antico.
- *ēk-yōn > *ēt͡sōn > ἥσσων, attico ἥττων ('inferiore, peggiore, più debole') — cfr. ἦκα ('dolcemente, lentamente')
- protoind. *teh₂g-yō > *tag-yō > *tat͡sō > τάσσω, attico τάττω ('dispongo') — cfr. ταγή ('fronte (della battaglia)') e latino tangō
- protoind. *glōgʰ-yeh₂ > *glokh-ya > *glōt͡sa > γλῶσσα, attico γλῶττα ('lingua') — cfr. γλωχίν ('estremità, punta')

### Perdita delle labiovelari
Il miceneo aveva tre consonanti labiovelari /kʷʰ kʷ ɡʷ/ aspirate, sorde e sonore. Esse derivano dalla labiovelari protoindoeuropee e dall'unione di una velare e di /w/ ed erano simili alle tre velari regolari del greco antico /kʰ k ɡ/, se si eccettua la mancanza di arrotondamento. Erano tutte scritte con lo stesso simbolo in lineare B e sono oggi trascritte con q.
In greco antico tutte le labiovelari si fusero con altre occlusive: labiali /pʰ p b/, dentali /tʰ t d/ e velari /kʰ k ɡ/. Quale fosse l'esito dipendeva dal dialetto o dal contesto fonetico. A causa di questo, alcune parole che originariamente avevano una labiovelare presentano una diversa occlusiva a seconda del dialetto e in certi casi alcune parole che condividono la stessa radice hanno un'occlusiva diversa anche nello stesso dialetto.
- protoind., protogreco *kʷis, kʷid > attico τίς, τί, dorico di Tessaglia κίς, κί ('chi?, cosa?') — cfr. latino quis, quid

protoind., protogreco *kʷo-yos > attico ποῖος, ionico κοῖος ('quale? di che tipo?')
- protoind. *gʷʰen-yō > protogreco *kʷʰenyō > attico θείνω ('colpisco')

*gʷʰón-os > protogreco *kʷʰónos > attico φόνος ('uccisione, strage')
- protoind. kʷey(H₁)- ('messaggio') > miceneo qe-te-o ('pagato'), greco antico τίνω ('io pago')

τιμή ('onore')
ποινή ('pena') > latino poena
A contatto con /u uː/ o /w/ le labiovelari avevano già perso la labializzazione in epoca micenea.
- protogreco *gʷow-kʷolos > miceneo qo-u-ko-ro, greco antico βουκόλος ('bovaro')

miceneo a-pi-qo-ro, greco antico ἀμφίπολος ('servo')

### Psilosi
A causa della psilosi ('tosatura, rasatura, raschiatura', con lo scopo di rendere liscio), dal termine che indicava la mancanza di /h/ (vedi oltre), la /h/ si perdeva in principio di parola. Questo fenomeno non interessò l'attico fino alla koinè, ma si era già verificato nello ionico orientale e nell'eolico di Lesbo e per questo motivo è rintracciabile in qualche forma omerica. Questi dialetti sono detti psilotici.
- omerico ἠέλιος /ɛɛ̯.é.li.os/, attico ἥλιος /hɛɛ̯́.li.os/ '(sole')
- omerico ἠώς /ɛɛ̯.ɔɔ̯́s/, attico ἕως /hé(.)ɔɔ̯s/ ('aurora')
- omerico οὖρος [óo̯.ros], attico ὅρος /hó.ros/ ('confine')

Anche in seguito, durante la koinè, /h/ scomparve del tutto dal greco senza più riapparire e di conseguenza il greco moderno non possiede affatto questo suono.

### Spirantizzazione
Le occlusive aspirate e sonore del greco antico si evolsero in fricative sorde e sonore durante la koinè (spirantizzazione, una forma di lenizione).
La spirantizzazione di /tʰ/ si verificò molto presto in Laconia. Alcuni esempi sono stati trascritti da Aristofane e Tucidide: ναὶ τὼ σιώ per ναὶ τὼ θεώ ('Sì, per i due dèi!'), παρσένε σιά per παρθένε θεά ("oh vergine dea!') (Lisistrata 142 e 1263), σύματος per θύματος ('vittima sacrificale') (Guerra del Peloponneso 5.77). Queste grafie indicano che /tʰ/ era pronunciato come la fricativa dentale [θ] o la sibilante [s], lo stesso fenomeno accaduto nella koinè. L'alfabeto greco tuttavia non aveva delle lettere per indicare le fricative labiali e velari, ed è perciò impossibile stabilire se anche /pʰ kʰ/ fossero passate a /f x/.

### Allungamento di compenso
In attico, ionico e dorico le vocali generalmente si allungavano quando una consonante cadeva. La sillaba prima della caduta della consonante era lunga, ma la caduta della consonante la faceva diventare breve. Di conseguenza, la vocale prima della consonante si allungava, in modo che la sillaba continuasse a essere lunga. Questo fenomeno è detto allungamento di compenso, perché l'allungamento della vocale compensa la caduta della consonante. Il risultato dell'allungamento variava da dialetto a dialetto nello stesso periodo. La tavola seguente mostra tutti i possibili risultati:
| vocale originale | Greco | α    | α    | ε    | ε    | ι    | ο    | ο    | υ    |
| vocale originale | AFI   | /a/  | /a/  | /e/  | /e/  | /i/  | /o/  | /o/  | /y/  |
| vocale allungata | Greco | ᾱ    | η    | η    | ει   | ῑ    | ω    | ου   | ῡ    |
| vocale allungata | AFI   | /aː/ | /ɛː/ | /ɛː/ | /eː/ | /iː/ | /ɔː/ | /oː/ | /yː/ |

Quando ει ου corrispondono a dittonghi originari sono detti "veri dittonghi", in tutti gli altri casi sono detti "falsi dittonghi".

### Contrazione
In attico alcune vocali lunghe derivano da contrazione di vocali brevi contigue quando una consonante intervocalica cade. ει /eː/ deriva dalla contrazione di εε; ου /oː/ deriva dalla contrazione di εο, οε, οο; ω /ɔː/ viene da αο e οα; η /ɛː/ da εα; ᾱ /aː/ da αε e αα. Le contrazioni con dittonghi che terminano in /i̯/ generarono i dittonghi lunghi /ɛːi̯ aːi̯ ɔːi̯/.
Forme non contratte si ritrovano in altri dialetti come lo ionico.

### Monottongazione
I dittonghi /ei ou/ divennero i monottonghi lunghi /eː/ e /oː/ prima del periodo classico.

### Innalzamento e anteriorizzazione delle vocali
Nel greco arcaico la ypsilon y rappresentava la vocale posteriore /u uː/. In attico e in ionico questa vocale si anteriorizzò intorno al VII/VI sec. a.C.. Probabilmente la vocale centrale [ʉ ʉː] fu un passaggio intermedio prima di arrivare alla vocale anteriore [y yː]. Ad esempio, il verso onomatopeico μῡκάομαι ("fare muu") era pronunciato /muːkáomai̯/ nel greco arcaico, ma divenne /myːkáomai̯/ nell'attico del V sec. a.C..
Durante il periodo classico /oː/ – ortografato oy nel greco classico – si alzò in [uː] prendendo il posto dell'antico fonema /uː/. Il fatto che υ non fu mai confuso con ου indica che υ si era anteriorizzato prima che ου si alzasse.
Nella tarda koinè /eː/ si alzò fino a fondersi con /iː/.

### Spostamento vocalico ionico-attico
In attico e in ionico la /aː/ lunga protogreca passò a /ɛː/. Questo innalzamento non riguardò gli altri dialetti. Per questo motivo, alcuni casi in cui l'attico e lo ionico hanno η corrispondono al dorico e all'eolico certe volte ad ᾱ, altre ad η.
- dorico ed eolico μᾱ́τηρ, attico e ionico μήτηρ [mǎː.tɛːr mɛ̌ːtɛːr] ('madre') — cfr. latino māter

La vocale divenne inizialmente /æː/, distinto da /eː/ protogreco, e in seguito /æː/ e /eː/ si fusero in /ɛː/. Ciò è attestato nelle iscrizioni delle Cicladi, in cui la /eː/ protogreca è scritta e, ma la /æː/ alzata è scritta h e la nuova /aː/ derivata da allungamento di compenso era scritta a.
In attico sia /æː/ che la /eː/ protogreca erano scritte h, ma si fusero in /ɛː/ alla fine del V sec. a.C.. A questo punto, i sostantivi maschili della prima declinazione erano confusi con i sostantivi della terza declinazione con il tema in /es/. I sostantivi della prima declinazione avevano /ɛː/ da un'originaria /aː/, mentre i nomi della terza declinazione avevano /ɛː/ dalla contrazione di /ea̯/.
- Αἰσχίνης Eschine (1a decl.)

Αἰσχίνου (gen.)
gen. errato Αἰσχίνους (3a decl.)
Αἰσχίνην (acc.)
- Ἱπποκράτης Ippocrate (3a decl.)

Ἱπποκράτους (gen.)
Ἱπποκράτη (acc.)
acc. errato Ἱπποκράτην (1a decl.)
Inoltre, le parole che sia in attico che in dorico avevano un η originario sono state iperdorizzate artificialmente cambiandolo in ᾱ nelle parti corali delle tragedie ateniesi, rivelando che gli ateniesi non riuscivano a distinguere l'alterazione ionico-attica di ᾱ dall'originale η protogreca.
- attico e dorico πηδός ('pala del remo')

forma dorica errata πᾱδός
In attico si trova /aː/ invece di /εː/ dopo /e i r/, eccetto alcuni casi in cui il suono ϝ /w/ anticamente si trovava fra /e i r/ e /aː/ (vedi sopra).
- dorico ᾱ̔μέρᾱ, attico ἡμέρᾱ, ionico ἡμέρη /haː.mé.raː hɛː.mé.raː hɛː.mé.rɛː/ ('giorno')
- attico οἵᾱ, ionico οἵη [hoǰ.jaː hoǰ.jɛː] ('tale') (nom. femm. sing.)
- attico νέᾱ, ionico νέη /né.aː né.ɛː/ ('nuova') (nom. femm. sing.) < νέϝος
- ma attico κόρη, ionico κούρη, dorico κόρᾱ e κώρᾱ ('ragazza') < κόρϝᾱ (anche in arcado-cipriota)

Il fatto che si trovi /aː/ al posto di /εː/ può indicare che in precedenza la vocale passò a /ɛː/ in tutti i casi, ma poi il fenomeno ritornò indietro ad /aː/ dopo /e i r/ (reversione), o che la vocale non sia mai mutata in quei casi. Sihler ritiene che la /aː/ attica sia una reversione.
Tale fenomeno non interessò le /aː/ che derivavano dalla contrazione di certe sequenze di vocali che contengono α. Così, /aː/ e /aːi̯/ sono comuni nei verbi contratti in a - presente e imperfetto, come in ὁράω "vedere". Gli esempi seguenti mostrano le ipotetiche forme originali da cui si sono contratti.
- infinito: ὁρᾶν /ho.râːn/ "vedere" < *ὁράεɛν /ho.rá.e.en/
- 3ª pers. sing. pres. ind. att.: ὁρᾷ /ho.râːi̯/ "vede" < *ὁράει */ho.rá.ei̯/
- 3ª pers. sing. imp. att.: ὥρᾱ /hɔ̌ː.raː/ "vedeva < *ὥραε */hǒː.ra.e/

Allo stesso modo /aː/ derivato da allungamento di compenso di /a/ breve rimase invariato. Così, l'attico e lo ionico differenziavano il genitivo femminile singolare ταύτης /taú̯.tɛːs/ e l'accusativo femminile singolare ταύτᾱς /taú̯.taːs/, forme dell'aggettivo e pronome οὗτος "codesto". Il primo deriva da un originario *tautās con passaggio di ā a ē, l'altra invece da *tautans con allungamento di compenso da ans a ās.

### Assimilazione
Quando due consonanti si trovano immediatamente l'una dopo l'altra nella declinazione, nella coniugazione o nella formazione delle parole, si applicano varie regole del sandhi. Quando queste regole hanno effetto su sostantivi o aggettivi o nelle parole composte, si riflettono nella scrittura. Fra parole si applicavano le stesse regole, ma ciò non si riflette nell'ortografia standard, solo nelle iscrizioni.
Regole:
- regola di base: quando due suoni si trovano uno di seguito all'altro, il primo si assimila in sonorità e aspirazione al secondo.
  - Questo si applica pienamente alle occlusive. Le fricative si assimilano solo in sonorità, le sonoranti invece non si assimilano.
- prima di /s/ (temi del futuro e dell'aoristo), le velari diventano [k], le labiali [p] e le dentali cadono.
- prima di /tʰ/ (tema dell'aoristo passivo), le velari diventano [kʰ], le labiali [pʰ] e le dentali [s].
- prima di /m/ (1a sing./plur. perf. att., participio), le velari diventano [ɡ], nasale+velare diventa [ɡ], le labiali diventano [m], le dentali [s], altre sonoranti restano invariate.

| primo suono | secondo suono | risultato | esempi                                 | note                                                                                             |
| ----------- | ------------- | --------- | -------------------------------------- | ------------------------------------------------------------------------------------------------ |
| /p, b, pʰ/  | /s/           | /ps/      | πέμπω, πέμψω, ἔπεμψα; Κύκλωψ, Κύκλωπος | temi del futuro e dell'aoristo I; nominativo singolare e dativo plurale della terza declinazione |
| /k, ɡ, kʰ/  | /s/           | /ks/      | ἄγω, ἄξω; φύλαξ, φύλακος               | temi del futuro e dell'aoristo I; nominativo singolare e dativo plurale della terza declinazione |
| /t, d, tʰ/  | /s/           | /s/       | ἐλπίς, ἐλπίδος; πείθω, πείσω, ἔπεισα   | temi del futuro e dell'aoristo I; nominativo singolare e dativo plurale della terza declinazione |
| /p, b, pʰ/  | /tʰ/          | /pʰtʰ/    | ἐπέμφθην                               | tema dell'aoristo passivo I                                                                      |
| /k, ɡ, kʰ/  | /tʰ/          | /kʰtʰ/    | ἤχθην                                  | tema dell'aoristo passivo I                                                                      |
| /t, d, tʰ/  | /tʰ/          | /stʰ/     | ἐπείσθην                               | tema dell'aoristo passivo I                                                                      |
| /p, b, pʰ/  | /m/           | /mm/      | πέπεμμαι                               | 1ª singolare e plurale del perfetto mediopassivo                                                 |
| /k, ɡ, kʰ/  | /m/           | /ɡm/ [ŋm] | ἦγμαι                                  | 1ª singolare e plurale del perfetto mediopassivo                                                 |
| /t, d, tʰ/  | /m/           | /sm/ [zm] | πέπεισμαι                              | 1ª singolare e plurale del perfetto mediopassivo                                                 |

L'alveolare nasale /n/ si assimila nel luogo di articolazione, cambiandosi in labiale o velare a seconda che si trovi, rispettivamente, prima di una labiale o una velare:
- μ [m] prima delle labiali /b/, /p/, /pʰ/, /m/ (e il gruppo /ps/):

ἐν- + βαίνω > ἐμβαίνω; ἐν- + πάθεια > ἐμπάθεια; ἐν- + φαίνω > ἐμφαίνω; ἐν- + μένω > ἐμμένω; ἐν- + ψυχή + -ος > ἔμψυχος;
- γ [ŋ] prima delle velari /ɡ/, /k/, /kʰ/ (e il gruppo /ks/):

ἐν- + γίγνομαι > ἐγγίγνομαι; ἐν- + καλέω > ἐγκαλέω; ἐν- + χέω > ἐγχέω; συν- + ξηραίνω > συγξηραίνω
Quando /n/ precede /l/ o /r/, la prima si assimila alla seconda geminandosi e la combinazione si pronuncia [lː], come in συλλαμβάνω da *συνλαμβάνω o [r̥ː] come in συρρέω da *συνρέω.
Il suono della zeta ζ deriva da un originario *sd in alcuni casi, mentre in altri da *j dj gj. Nel secondo caso è probabile che fosse inizialmente pronunciato /d͡ʒ/ o /d͡z/, subendo poi una metatesi precoce nel periodo greco antico. La metatesi è probabile in questo caso; i gruppi formati da un'occlusiva sonora e /s/, come /bs ɡs/, non esistono nel greco antico e passano a /ps ks/ per assimilazione (vedi sopra), mentre i gruppi speculari, come /sb sɡ/, pronunciati [zb zɡ], sono presenti.
- Ἀθήναζε ('verso Atene') < Ἀθήνᾱσ-δε
- ἵζω ('siedo') < protoindoeuropeo *si-sdō (latino sīdō: raddoppiamento del presente), dal grado zero della radice di ἕδος < *sedos "sedia"
- πεζός ('pedone, fante') < protogreco *ped-jos, dalla radice di πούς, ποδός "piede"
- ἅζομαι ('venerare') < protogreco *hag-jomai, dalla radice di ἅγ-ιος ('santo')

## Terminologia
I grammatici antichi, come Aristotele nella Poetica e Dionisio Trace nell'Arte grammatica, classificano le lettere (γράμματα) a seconda dei suoni (στοιχεῖα 'elementi') che rappresentano. Essi chiamavano le lettere per le vocali φωνήεντα ('sonore, dotate di voce, vocali', singolare φωνῆεν); le lettere per le nasali, le liquide, /s/, e le lettere per i gruppi /ps ks zd/ erano ἡμίφωνα ('semisonore, semivocali', singolare ἡμίφωνον); mentre le lettere per le occlusive erano ἄφωνα ('non suonanti, mute', singolare ἄφωνον). Dionisio inoltre chiamava le consonanti in generale σύμφωνα ('che suonano insieme [a una vocale]', σύμφωνον).
Tutti i termini greci per lettere o suoni sono aggettivi sostantivati al genere neutro, per accordarsi con i sostantivi neutri στοιχεῖον e γράμμα, dato che erano utilizzati per modificare quei sostantivi, come φωνῆεν στοιχεῖον ('elemento sonoro/vocale') o ἄφωνα γράμματα ('lettere mute/non suonanti'). Molti usavano anche la radice del sostantivo deverbativo φωνή ('voce, suono').
Le parole φωνῆεν, σύμφωνον, ἡμίφωνον, ἄφωνον furono adattate in latino come vōcālis, cōnsōnāns, semivōcālis, mūta. Le parole latine sono femminili perché la parola latina littera ('lettera') è femminile. In seguito sono passate all'italiano come vocale, consonante, semivocale, muta.
Le categorie delle lettere per le vocali erano δίχρονα, βραχέα, μακρά ('di due tempi, breve, lunga'). Questi aggettivi indicavano se le lettere rappresentavano vocali ancipiti (sia brevi che lunghe), solo brevi o solo lunghe. Inoltre, le vocali che normalmente funzionavano come primo e secondo elemento dei dittonghi erano dette rispettivamente προτακτικά ('prefisse') e ὑποτακτικά ('suffisse'). La categoria dei δίφθογγοι includeva sia i dittonghi che i falsi dittonghi ει ου, che erano pronunciati come vocali lunghe nel periodo classico.
Le categorie ἡμίφωνα e ἄφωνα corrispondono grosso modo ai moderni termini continue e mute. I greci antichi classificavano le lettere β δ γ φ θ χ nella categoria delle mute, non delle continue, rivelando che si trattava di occlusive in greco antico, invece che fricative come in greco moderno.
Le occlusive erano classificate in tre classi usando gli aggettivi δασέα ('ruvide, lanose, crespe'), ψιλά ('lisce, levigate, tenui') e μέσα ('medie'), come indicato nella tavola seguente. I primi due termini indicano un'opposizione binaria tipica del pensiero greco: si riferiscono alle occlusive con e senza aspirazione. Le occlusive sonore non rientravano in nessuna delle due categorie e sono quindi state chiamate "medie". I concetti di sonoro e sordo (presenza o assenza di vibrazione delle corde vocali) erano sconosciuti ai greci e non furono sviluppati nella tradizione grammaticale occidentale fino al XIX secolo, quando la tradizione grammaticale sanscrita iniziò a essere studiata dagli occidentali.
La fricativa glottidale /h/ era originariamente chiamata πνεῦμα ('fiato, soffio') ed era classificata come προσῳδία, la categoria cui appartengono anche gli accenti. In seguito fu creato un diacritico per scriverlo e fu chiamato pleonasticamente πνεῦμα δασύ ('fiato/soffio ruvido'). Infine, fu introdotto un diacritico che indicava l'assenza di /h/ chiamandolo πνεῦμα ψιλόν ('fiato/soffio liscio'). I diacritici in sé erano invece chiamati προσῳδία δασεῖα e προσῳδία ψιλή ('accento ruvido' e 'accento liscio'), da cui derivano i termini in greco moderno δασεία e ψιλή.
| Termini greci | Termini greci | Termini greci   | Lettere greche    | AFI                 | descrizione fonetica                  |
| ------------- | ------------- | --------------- | ----------------- | ------------------- | ------------------------------------- |
| φωνήεντα      | προτακτικά    | βραχέα          | ε ο               | /e o/               | vocali brevi                          |
| φωνήεντα      | προτακτικά    | μακρά           | η ω               | /ɛː ɔː/             | vocali lunghe                         |
| φωνήεντα      | προτακτικά    | δίχρονα         | α                 | /a(ː)/              | vocali brevi e lunghe                 |
| φωνήεντα      | ὑποτακτικά    | δίχρονα         | ι υ –υ            | /i(ː) y(ː) u̯/       | vocali brevi e lunghe                 |
| φωνήεντα      | δίφθογγοι     | δίφθογγοι       | αι αυ ει ευ οι ου | /ai̯ au̯ eː eu̯ oi̯ oː/ | dittonghi e digrafi per vocali lunghe |
| σύμφωνα       | ἡμίφωνα       | διπλᾶ           | ζ ξ ψ             | /dz ks ps/          | gruppi consonantici con /s/           |
| σύμφωνα       | ἡμίφωνα       | ἀμετάβολα, ὑγρά | λ μ ν ρ           | /l m n r/           | sonoranti                             |
| σύμφωνα       | ἡμίφωνα       |                 | σ                 | /s/                 | fricative                             |
| σύμφωνα       | ἄφωνα         | ψῑλά            | κ π τ             | /k p t/             | occlusive sorde                       |
| σύμφωνα       | ἄφωνα         | μέσα            | β γ δ             | /b ɡ d/             | occlusive sonore                      |
| σύμφωνα       | ἄφωνα         | δασέα           | θ φ χ             | /tʰ pʰ kʰ/          | occlusive aspirate                    |
| προσῳδίαι     | προσῳδίαι     | τόνοι           | ά ᾱ́ ὰ ᾶ           | /á ǎː a âː/         | accento musicale                      |
| προσῳδίαι     | προσῳδίαι     | πνεύματα        | ἁ ἀ               | /ha a/              | fricativa glottidale sorda            |

## Ricostruzione
Le informazioni presentate sopra sono basate su un'estesa quantità di elementi ampiamente discussi da linguisti e filologi del XIX e del XX secolo. La sezione seguente fornisce una breve somma dei tipi di dati e argomenti utilizzati in questo dibattito e dà alcuni cenni sulle incertezze che ancora persistono in certi dettagli.

### Tracce interne

#### Tracce dalla grafia
Ogni volta che una serie di simboli, come un alfabeto, viene creata per una lingua, solitamente i simboli grafici corrispondono ai suoni pronunciati e l'ortografia è di conseguenza fonetica o trasparente: è facile pronunciare una parola osservando come è scritta e, per converso, è facile scrivere una parola che si è conosciuta solo oralmente. Finché la pronuncia non cambia, gli errori ortografici non si verificano perché scrittura e pronuncia coincidono.
Quando la pronuncia cambia ci sono due opzioni. La prima è la riforma ortografica: l'ortografia delle parole viene cambiata per adattarsi alla nuova pronuncia. In questo caso la data della riforma ortografica in genere indica approssimativamente il momento in cui la pronuncia è cambiata.
La seconda opzione è mantenere l'ortografia invariata nonostante i cambiamenti nella pronuncia. In questo caso l'ortografia è detta conservativa o storica perché riflette la pronuncia di un periodo precedente della lingua. È chiamata opaca perché non c'è una semplice corrispondenza fra i simboli scritti e i suoni pronunciati: l'ortografia delle parole diventa sempre più inaffidabile nell'indicare la pronuncia contemporanea e la pronuncia di una parola fornisce informazioni sempre più insufficienti e fuorvianti sul modo di scriverla.
In una lingua con un'ortografia storica gli errori nella scrittura indicano un cambiamento nella pronuncia. Chi scrive con scarsa conoscenza dell'ortografia commette errori e generalmente questi errori riflettono il modo in cui le parole vengono effettivamente pronunciate.
- se gli scribi confondono spesso due lettere, ciò indica che queste due lettere avevano lo stesso suono, che i due suoni si erano fusi. Questo avvenne molto presto con ι ει. Poco dopo invece con υ οι, ο ω e ε αι. Ancora più tardi η veniva confusa con le già fuse ι ει.
- se lo scriba omette una lettera che di solito veniva scritta o la inserisce erroneamente (ipercorrettismo), significa che il suono rappresentato da quella lettera non era più pronunciato. Questo avveniva in epoca antica con lo spirito aspro (/h/) nella maggior parte delle forme di greco. Un altro esempio è il cosiddetto iota sottoscritto dei dittonghi lunghi (vedi sopra).

Gli errori ortografici forniscono prove scarse: indicano soltanto la pronuncia dello scriba che ha sbagliato a scrivere, non la pronuncia di tutti i parlanti di quel periodo. Il greco antico era una lingua con molte varianti regionali e registri sociali. Molti dei cambiamenti di pronuncia della koinè potrebbero essersi verificati già prima in pronunce regionali e socioletti dell'attico già in epoca classica, ma la pronuncia più antica si mantenne nei parlanti colti.

#### Parole onomatopeiche
La letteratura greca talvolta mostra la rappresentazione di versi di animali in lettere greche. L'esempio più diffuso è βῆ βῆ, il belato della pecora, usato come prova che beta era un'occlusiva bilabiale sonora e che eta era una vocale lunga anteriore semiaperta. I verbi onomatopeici come μυκάομαι per il muggito dei bovini (cfr. latino mugire), βρυχάομαι per il ruggito dei leoni (cfr. latino rugire) e κόκκυξ per il nome del cuculo (cfr. latino cuculus) suggeriscono una pronuncia [uː] della ypsilon lunga in epoca arcaica, prima che questa vocale si anteriorizzasse in [yː].

#### Questioni morfofonologiche
I suoni subiscono regolarmente cambiamenti in certi contesti all'interno delle parole, come l'assimilazione o la dissimilazione, che a volte traspaiono nella scrittura. Questi fenomeni possono essere utilizzati per ricostruire la natura dei suoni coinvolti.
- <π, τ, κ> terminali di alcune parole si cambiano in <φ, θ, χ> quando precedono lo spirito aspro nella parola seguente. Ad esempio: ἐφ' ἁλός per ἐπὶ ἁλός o καθ' ἡμᾶς per κατὰ ἡμᾶς.
- <π, τ, κ> alla fine del primo membro di una parola composta si cambiano regolarmente in <φ, θ, χ > quando precedono uno spirito aspro nel secondo elemento. Ad esempio: ἔφιππος, καθάπτω
- il dialetto attico è particolarmente caratterizzato dalla contrazione: due vocali non separate da una consonante si fondevano formando una sola sillaba; ad esempio εα ([e.a]) non contratto (bisillabico) si trova regolarmente nei dialetti ma in attico si contrae in η, supportando l'ipotesi che η fosse pronunciata [ɛː] (intermedia fra [e] e [a]) piuttosto che [i] come in greco moderno. Allo stesso modo, εε, οο ([e.e], [o.o]) non contratti si trovano regolarmente in ionico ma in attico si contraggono in ει e ου, suggerendo i valori [eː], [oː] per i falsi dittonghi ει e ου in attico, in opposizione ai suoni [i] e [u] che avrebbero acquisito in seguito.

#### Grafie non standard
Le alternanze morfofonologiche come quelle descritte sopra sono spesso trattate in modo diverso in grafie non standardizzate rispetto all'ortografia standard dei testi letterari. Questo può portare a dubbi sulla rappresentatività del dialetto letterario e in alcuni casi può portare a ricostruzioni leggermente diverse rispetto a ciò che si può desumere dai testi letterari in ortografia colta standard. Ad esempio:
- le grafie epigrafiche non standard indicano talvolta assimilazione di κ finale in γ prima di consonante sonora nella parola successiva, o di κ finale in χ prima di suoni aspirati in parole come ἐκ.

#### Tracce nella metrica
La metrica della poesia greca classica era basata su schemi di sillabe brevi e lunghe e questo ci fornisce informazioni sulla quantità di alcune vocali non esplicitata dalla grafia. Dal IV sec. d.C. la poesia era normalmente scritta con una metrica a base accentuativa, suggerendo che la percezione della quantità si era persa in quel periodo e che l'accento intensivo aveva sostituito l'accento musicale.

### Tracce esterne

#### Descrizione ortoepica
Alcuni grammatici antichi hanno tentato di dare una descrizione sistematica dei suoni della lingua. In alcuni autori si possono talvolta trovare note occasionali sulla corretta pronuncia di certe parole. Comunque, entrambi i tipi di informazioni sono difficili da interpretare perché la terminologia fonetica del tempo era spesso vaga e in molti casi non è chiara la relazione fra le forme scritte e l'effettiva pronuncia dei vari gruppi della popolazione.
Fra gli autori più importanti troviamo:
- Dionisio Trace
- Dionigi di Alicarnasso
- Elio Erodiano

#### Confronto interdialettale
Talvolta il confronto dell'attico con la forma scritta degli altri dialetti o la resa ironica delle parlate dialettali nel teatro attico possono fornire suggerimenti sul valore fonetico di alcune grafie. Un esempio è il trattamento dello spartano descritto sopra.

#### Prestiti
Studiare l'ortografia dei prestiti in altre lingue e viceversa ci fornisce molte informazioni sulla pronuncia. In ogni caso, i risultati sono spesso difficili da interpretare o non decisivi. I suoni dei prestiti non sono sempre riportati esattamente nella lingua di arrivo. Quando la lingua di arrivo non dispone di un determinato suono, questo viene spesso approssimato con il suono più simile disponibile.
Da questo punto di vista il latino è di gran valore nella ricostruzione della fonologia greca antica grazie alla sua immediata prossimità con il mondo greco che ha permesso a molte parole greche di essere adottate dai Romani. Inizialmente i prestiti greci per i termini tecnici o i nomi propri che contenevano la lettera Φ furono importati in latino scrivendoli con P o PH, indicando lo sforzo di imitare, anche se imperfettamente, un suono che il latino non aveva. In seguito, nel I sec. d.C., iniziano ad apparire i prestiti con F, rivelando l'inizio della pronuncia fricativa di Φ. Nel II sec. d.C., quindi, la grafia Filippus prende il posto di P(h)ilippus. Circa nello stesso periodo la lettera F iniziò a essere utilizzata anche per trascrivere Θ, per mancanza di una scelta migliore, e ciò indica che anche theta era diventata fricativa.
Per trascrivere alcune parole greche i Romani aggiunsero le lettere Y e Z all'alfabeto latino, prendendole direttamente da quello greco. Queste aggiunte sono importanti perché ci mostrano che i Romani non avevano simboli per rappresentare i suoni delle lettere Υ e Ζ del greco. 
I latini spesso scrivevano i u per rendere le ε ο greche. Questo può essere spiegato dal fatto che le /i u/ latine erano pronunciate come le semichiuse [ɪ ʊ] ed erano quindi simili sia alle vocali medie greche /e o/ che alle vocali chiuse greche /i u/.
- Φιλουμένη > Philumina
- ἐμπόριον > empurium

Anche sanscrito, persiano e armeno forniscono testimonianze di questo tipo.
La qualità di /a/ breve è mostrata in alcune trascrizioni fra il greco antico e il sanscrito. La /a/ breve greca veniva trascritta in sanscrito con la ā lunga, non con la a sanscrita breve, che aveva una pronuncia più chiusa: [ə]. Al contrario, la a breve sanscrita veniva trascritta in greco ε.
- gr. ἀπόκλιμα [apóklima] > sscr. āpoklima- [aːpoːklimə] (termine astrologico)
- sscr. brāhmaṇa- [bɽaːɦməɳə] > gr. ΒΡΑΜΕΝΑΙ

#### Confronto con altri alfabeti antichi
L'alfabeto greco deriva dal più antico alfabeto fenicio. Si può presumere che i greci abbiano assegnato a ogni lettera fenicia un suono del greco che si avvicinava il più possibile a quello della lettera fenicia. Ma, essendo un prestito, l'interpretazione non può essere univoca.

#### Confronto con alfebeti successivi/derivati
L'alfabeto greco fu a sua volta la base di altri alfabeti, in particolare quello etrusco e quello copto e in seguito l'armeno, il gotico e il cirillico. Si possono trarre conclusioni simili al caso fenicio-greco.
Ad esempio, nell'alfabeto cirillico la lettera В (ve) sta per [v], confermando che beta era pronunciato come una fricativa nel IX sec. d.C., mentre la nuova lettera Б (be) fu inventata per scrivere il suono [b]. Al contrario, in gotico la lettera derivata da beta sta per [b], quindi nel IV sec. d.C. beta poteva essere ancora un'occlusiva, sebbene i papiri greci in Egitto ci suggeriscano che sia passata da occlusiva alla fricativa bilabiale [β] nel I sec. d.C..

#### Confronto con il greco moderno
Ogni ricostruzione del greco antico deve tenere conto di come i suoni si siano evoluti in seguito nel greco moderno e di come questi fenomeni siano avvenuti. In generale, i cambiamenti fra il greco antico ricostruito e il greco moderno non sono considerati problematici sotto questo aspetto dai glottologi, perché tutte le modifiche più importanti (fricativizzazione, passaggi a catena di vocali lunghe a [i], perdita di [h] iniziale, ripristino della quantità vocalica e del sistema di accentazione, etc.) si ritrovano frequentemente in tutte le lingue e sono facili da spiegare.

#### Ricostruzione comparativa dell'indoeuropeo
Le relazioni sistematiche fra i suoni del greco e quelli di altre lingue indoeuropee sono considerate dai glottologi importanti mezzi per la ricostruzione, perché tali relazioni indicano che questi suoni possono risalire ad un antecedente ereditato dalla protolingua.

## Storia della ricostruzione della pronuncia antica

### Rinascimento
Fino al XV secolo (durante l'Impero bizantino) i testi greci antichi erano pronunciati esattamente come il greco vernacolare contemporaneo dell'epoca, come accadeva al latino in Occidente. Dal 1486 circa molti studiosi (in particolare Antonio de Nebrija, Girolamo Aleandro e Aldo Manuzio) affermarono che questa pronuncia sembrava incoerente con le descrizioni fornite dagli antichi grammatici e suggerirono pronunce alternative.
Johannes Reuchlin, il più importante grecista occidentale intorno al 1500, aveva studiato il greco da studiosi bizantini emigrati e continuò a usare la pronuncia moderna. Questo modo di pronunciare fu messo in discussione da Erasmo da Rotterdam (1466–1536) che nel 1528 pubblicò De recta Latini Graecique sermonis pronuntiatione dialogus, un trattato filosofico in forma di dialogo in cui sviluppava l'idea di una ricostruzione della pronuncia storica del greco e del latino. Presto i due modelli di pronuncia divennero più noti, dai nomi dei loro principali sostenitori, come "pronuncia roicliniana" e "pronuncia erasmiana", o, dalle caratteristiche timbriche delle vocali, come "pronuncia iotacistica" (o "itacistica" ) e pronuncia "etacistica".
La ricostruzione di Erasmo era basata su una vasta serie di argomentazioni, derivate dalla conoscenza filologica disponibile al tempo. In generale ha cercato una maggiore corrispondenza fra suoni e lettere, supponendo che diverse lettere dovessero rappresentare diversi suoni, e stesse lettere gli stessi suoni. Questo lo portò, ad esempio, a ipotizzare che varie lettere che nel sistema itacistico rappresentavano tutte [i] dovessero avere avuto valori diversi e che ει, αι, οι, ευ, αυ, ου fossero tutti dittonghi con una semiconsonante finale. Inoltre insistette per un'interpretazione letterale dei grammatici antichi, ad esempio quando essi descrivono le vocali come distintamente lunghe o brevi, o gli accenti acuto e circonflesso come chiari profili melodici. Inoltre, portò l'attenzione alle corrispondenze fra parole greche e latine e altre lingue europee. Alcune delle sue argomentazioni in questo senso erano, col senno di poi, errate, perché gli mancavano molte delle conoscenze sviluppate dagli studi linguistici successivi. Di conseguenza, non poteva distinguere fra correlazioni fra parole greco-latine derivanti da prestiti (ad esempio Φοῖβος — Phoebus) da una parte, e dall'altra quelle dovute alla comune discendenza indoeuropea (ad esempio φώρ — fūr). Cadde inoltre in alcune paretimologie dovute a casuale somiglianza (ad esempio, greco θύειν 'sacrificare' — francese tuer, 'uccidere'). In altri aspetti, le sue argomentazioni sono praticamente le stesse dei moderni linguisti, ad esempio quando ipotizza che η deve avere avuto il suono di una e aperta, vicino ad [a], sulla base di corrispondenze interdialettali all'interno del greco.
Erasmo si sforzò inoltre di assegnare agli elementi della sua pronuncia dei plausibili valori fonetici. Non era un compito facile, perché alla teoria grammaticale del tempo mancava una terminologia ricca e precisa per descrivere tali valori. Per superare il problema, Erasmo sfruttò la sua conoscenza dei suoni delle lingue a lui contemporanee, ad esempio paragonando η alla a dello scots ([æ]), il dittongo ου da lui ricostruito all'olandese ou ([oʊ]) e la ricostruzione di οι al francese oi (pronunciato allora [oɪ]).
Erasmo assegnò alle consonanti greche β, γ, δ il valore di occlusive sonore /b/, /ɡ/, /d/, mentre per le lettere φ, θ e χ proponeva l'uso delle affricate /f/, /θ/, /x/ come nel greco moderno (notando, però, che questo tipo di /f/ doveva essere diverso da quello notato in latino da f).
La ricezione delle idee di Erasmo fra i suoi contemporanei fu eterogenea. Uno dei più eminenti studiosi che gli si opposero fu Filippo Melantone, uno studente di Reuchlin. Il dibattito negli ambienti umanistici durò fino al XVII secolo, ma la questione rimase incerta per vari secoli (vedi Pronuncia scolastica del greco antico).

### Il XIX secolo
Durante in XIX secolo si rinnovò l'interesse per la ricostruzione delle antiche pronunce. Da una parte, la nuova scienza della linguistica storica, basata sul metodo della ricostruzione comparativa, si interessò particolarmente al greco. Essa presto stabilì che il greco discendeva parallelamente a molte altre lingue da una protolingua comune detta protoindoeuropeo. Questo portò a importanti conseguenze per il modo in cui il suo sistema fonologico dovesse essere ricostruito. Nello stesso tempo, il continuo lavoro della filologia e dell'archeologia stava riportando alla luce una crescente quantità di grafie greche non standard, non letterarie e non classiche come le iscrizioni e in seguito anche i papiri. Ciò fu un grande apporto alla conoscenza dello sviluppo della lingua. D'altra parte, ci fu una ripresa della vita universitaria in Grecia dopo la fondazione dello stato greco nel 1830 e gli studiosi in Grecia furono inizialmente riluttanti ad accettare l'idea apparentemente straniera che il greco antico fosse pronunciato in un modo tanto diverso da quello che loro conoscevano.
La linguistica comparativa portò a una descrizione del greco antico che sostanzialmente confermava le idee di Erasmo, anche se con qualche modifica. Presto divenne chiaro, ad esempio, che lo schema delle vocali brevi e lunghe del greco era speculare in altre lingue e doveva quindi essere un'eredità comune (vedi apofonia); che la υ doveva essere stata [u] perché corrispondeva regolarmente a [u] in tutte le lingue indoeuropee (cfr. gr. μῦς, lat. mūs); che in molti casi η era stata in origine [aː] (cfr. gr. μήτηρ, lat. māter); che ου greco talvolta stava in parole che avevano allungato ο e quindi doveva pronunciarsi [oː] in un dato periodo (lo stesso si può dire analogicamente di ε e ει, che doveva suonare [eː]), e così via. Per le consonanti, la linguistica storica stabilì l'originaria natura occlusiva sia delle aspirate φ, θ, χ [pʰ, tʰ, kʰ] che delle sonore β, δ, γ [b, d, ɡ], che erano riconosciute essere la continuazione diretta di suoni simili dell'indoeuropeo (ricostruite *bʰ, *dʰ, *gʰ e *b, *d, *g). Fu inoltre riconosciuto che lo spirito aspro iniziale era il più delle volte un riflesso di *s (cfr. gr. ἑπτά, lat. septem), che si riteneva essersi indebolito in [h] nella pronuncia. Fu anche condotto un lavoro di ricostruzione del contesto linguistico delle regole di versificazione greca, specialmente in Omero, che portò nuova luce sulla fonologia della struttura sillabica e dell'accento. Gli studiosi hanno anche descritto e spiegato la regolarità nello sviluppo di consonanti e vocali nei processi di assimilazione, raddoppiamento, allungamento di compenso, ecc.
Se, da una parte, la linguistica comparativa ha potuto stabilire con sicurezza che una certa forma-fonte, grosso modo sul modello di Erasmo, fosse una volta predominante, e che modifiche significative siano avvenute più tardi, durante lo sviluppo che ha portato al greco moderno, dall'altra per il metodo comparativo è più difficile dire quando questi cambiamenti siano avvenuti. Erasmo aveva premura di trovare un sistema di pronuncia che corrispondesse il più possibile alle lettere scritte ed è ora naturale presumere che il sistema fonetico ricostruito fosse quello prevalente nel periodo in cui l'ortografia greca si stava fissando. Per un periodo si è dato per scontato che questa pronuncia fosse valida anche per tutta la letteratura classica. Tuttavia, è perfettamente plausibile che la pronuncia della lingua viva avesse cominciato a muoversi dal sistema ricostruito verso quello del greco moderno, forse già molto presto nel periodo antico.
In questo contesto, i dati che stavano emergendo dalle iscrizioni non standard furono decisivi. Le critiche alla ricostruzione di Erasmo portavano l'attenzione sui comuni tipi di errori ortografici fatti dagli scribi. Questi errori rivelavano che gli scribi avevano difficoltà a stabilire la corretta ortografia di certe parole, ad esempio quelle che contenevano ι, η e ει. Era la prova che queste vocali avevano già iniziato a fondersi nella lingua parlata del periodo. Mentre gli studiosi greci si premurarono immediatamente di portare all'attenzione questi fatti per gettare discredito sull'intero sistema erasmiano, alcuni studiosi europei tendevano a minimizzarli, spiegando tali anomalie ortografiche o come eccezioni isolate, o come influenze da forme dialettali non attiche o non standard. Il dibattito che ne derivò, nel modo in cui fu condotto nel XIX secolo, trovò espressione, ad esempio, nelle opere di Jannaris (1897) e Papadimitrakopoulos (1889) sul versante anti-Erasmo e Friedrich Blass (1870) su quello pro-Erasmo.
Fu soltanto all'inizio del XX secolo grazie al lavoro G. Chatzidakis, un linguista cui viene spesso riconosciuto di aver introdotto i metodi della moderna linguistica storica nel mondo universitario greco, che la validità del metodo comparativo e le sue ricostruzioni del greco iniziarono a essere accettate anche dagli studiosi greci. La tesi accettata internazionalmente, raggiunta nella prima metà del XX secolo, è rappresentata dalle opere di Sturtevant (1940) e Allen (1987).

### Sviluppi recenti
Dagli anni '70 e '80 del '900 vari studiosi hanno iniziato una riesamina sistematica dei dati epigrafici e papirologici (Smith 1972, Teodorsson 1974, 1977, 1978; Gignac 1976; Threatte 1980, riassunti in Horrocks 1999). Secondo i risultati, molti dei cambiamenti rilevanti del vocalismo dovrebbero essere datati molto presto, fin già dal periodo classico, e il periodo della koinè sarebbe caratterizzato da una rapida evoluzione fonetica. Molte delle modifiche nella qualità delle vocali sono datate a un periodo che va dal V al I sec. a.C., mentre si presume che quelle delle consonanti fossero completate nel IV sec. d.C.. Comunque, c'è ancora un discreto dibattito sulla datazione e non è ancora chiaro in quale misura, e per quanto a lungo, diversi tipi di pronuncia siano coesistiti in seno alla comunità grecofona. L'opinione maggioritaria attuale è quindi che un sistema fonologico grosso modo sulle linee di quello erasmiano possa essere considerato valido per il periodo della letteratura attica classica, mentre è probabile che, sotto molti aspetti, la pronuncia della koinè e del greco biblico si avvicinasse a quella del greco moderno.